# Аю Фані Дамаянті
Аю Фані Дамаянті (нар. 29 листопада 1988) — колишня індонезійська тенісистка.
Найвищу одиночну позицію світового рейтингу — 216 місце досягла 7 травня 2012, парну — 201 місце — 14 травня 2012 року.
Здобула 12 одиночних та 19 парних титулів туру ITF.

## Фінали ITF

### Одиночний розряд (12–10)
| турніри $100,000 |
| турніри $75,000  |
| турніри $50,000  |
| турніри $25,000  |
| турніри $10,000  |

| Результат | Ранг | Дата              | Турнір                                   | Покриття | Суперниця            | Рахунок       |
| --------- | ---- | ----------------- | ---------------------------------------- | -------- | -------------------- | ------------- |
| Поразка   | 1.   | 8 листопада 2004  | Маніла, Філіппіни                        | Ґрунт    | Лі Є Ра              | 0–6, 0–1 ret. |
| Поразка   | 2.   | 6 грудня 2004     | Джакарта, Індонезія                      | Тверде   | Санді Гумуля         | 3–6, 0–6      |
| Перемога  | 1.   | 25 квітня 2005    | Джакарта, Індонезія                      | Тверде   | Нудніда Луангам      | 6–3, 6–0      |
| Перемога  | 2.   | 2 травня 2006     | Джакарта, Індонезія                      | Тверде   | Чень Ї               | 6–3, 6–3      |
| Поразка   | 3.   | 16 липня 2006     | Бангкок, Таїланд                         | Тверде   | Венісе Чань          | 4–6, 4–6      |
| Поразка   | 4.   | 18 вересня 2006   | Джакарта, Індонезія                      | Тверде   | Лавінія Тананта      | 7–5, 1–6, 1–6 |
| Поразка   | 5.   | 7 листопада 2006  | Джакарта, Індонезія                      | Тверде   | Романа Теджакусума   | 2–6, 1–6      |
| Поразка   | 6.   | 10 листопада 2008 | Маніла, Філіппіни                        | Тверде   | Лавінія Тананта      | 1–6, 4–6      |
| Перемога  | 3.   | 17 листопада 2008 | Маніла, Філіппіни                        | Тверде   | Саша Джонс           | 7–6(7–5), 6–2 |
| Перемога  | 4.   | 16 березня 2009   | Гамільтон (Нова Зеландія), Нова Зеландія | Тверде   | Ноппаван Летчівакарн | 6–4, 4–6, 6–3 |
| Перемога  | 5.   | 27 квітня 2009    | Балікпапан, Індонезія                    | Тверде   | Еріка Сема           | 7–5, 6–3      |
| Перемога  | 6.   | 8 червня 2009     | Бангкок, Таїланд                         | Тверде   | Зара-Ребекка Секуліч | 6–3, 6–2      |
| Перемога  | 7.   | 15 червня 2009    | Паттая, Таїланд                          | Тверде   | Хванг І-Хсюань       | 7–6(7–3), 6–4 |
| Перемога  | 8.   | 27 липня 2009     | Джакарта, Індонезія                      | Тверде   | Ґрейс Сарі Айсідора  | 6–4, 6–4      |
| Поразка   | 7.   | 2 травня 2011     | Бангкок, Таїланд                         | Тверде   | Луксіка Кумхум       | 2–6, 2–6      |
| Перемога  | 9.   | 28 травня 2011    | Бангкок, Таїланд                         | Тверде   | Джулія Коен          | 3–6, 6–2, 6–3 |
| Перемога  | 10.  | 12 червня 2011    | Джакарта, Індонезія                      | Тверде   | Чжан Кайлінь         | 6–4, 6–3      |
| Поразка   | 8.   | 26 червня 2011    | Таракан (місто), Індонезія               | Тверде   | Джессі Ромп'єс       | 1–6, 2–6      |
| Перемога  | 11.  | 30 липня 2011     | Фергана, Узбекистан                      | Тверде   | Сє Шувей             | 6–3, 6–4      |
| Поразка   | 9.   | 9 жовтня 2011     | Палембанг, Індонезія                     | Тверде   | Ірина Бремон         | 2–6, 3–6      |
| Поразка   | 10.  | 9 грудня 2012     | Джакарта, Індонезія                      | Тверде   | Лу Цзяцзін           | 6–1, 4–6, 5–7 |
| Перемога  | 12.  | 14 липня 2013     | Суракарта, Індонезія                     | Тверде   | Міядзакі Юмі         | 7–5, 6–2      |

| Результат | Ранг | Дата              | Турнір                     | Покриття | Партнерка       | Суперниці                                | Рахунок                |
| --------- | ---- | ----------------- | -------------------------- | -------- | --------------- | ---------------------------------------- | ---------------------- |
| Перемога  | 1.   | 27 вересня 2004   | Балікпапан, Індонезія      | Тверде   | Септі Менде     | Санді Гумуля Пічіттра Тхонґдач           | 6–2, 6–2               |
| Перемога  | 2.   | 1 листопада 2004  | Маніла, Філіппіни          | Тверде   | Септі Менде     | Kim Hae-sung Лі Є Ра                     | 7–6(7–2), 1–6, 6–0     |
| Поразка   | 1.   | 8 листопада 2004  | Маніла, Філіппіни          | Тверде   | Септі Менде     | Прім Буаклі Нудніда Луангам              | w/o                    |
| Перемога  | 3.   | 13 грудня 2004    | Джакарта, Індонезія        | Тверде   | Септі Менде     | Yoo Mi Юлія Єфремова                     | 4–6, 6–0, 7–5          |
| Поразка   | 2.   | 4 квітня 2005     | Ухань, КНР                 | Тверде   | Септі Менде     | Цзи Чуньмей Юй Дань                      | 2–6, 4–6               |
| Поразка   | 3.   | 12 квітня 2005    | Чанша, КНР                 | Тверде   | Септі Менде     | Ян Шуцзін Юй Їн                          | 1–6, 7–6(7–5), 2–6     |
| Перемога  | 4.   | 25 квітня 2005    | Джакарта, Індонезія        | Тверде   | Септі Менде     | Ораван Ламанґтхонґ Вукірасіх Савондарі   | 6–1, 6–3               |
| Перемога  | 5.   | 2 травня 2006     | Джакарта, Індонезія        | Тверде   | Септі Менде     | Хуан Лей Сє Яньцзе                       | 6–4, 6–4               |
| Перемога  | 6.   | 25 липня 2006     | Бангкок, Таїланд           | Тверде   | Нудніда Луангам | Вілаван Чомптанґ Тасша Вітаявірой        | 6–2, 6–2               |
| Поразка   | 4.   | 18 вересня 2006   | Джакарта, Індонезія        | Тверде   | Лавінія Тананта | Ноппаван Летчівакарн Варатчая Вонгтінчай | 2–6, 4–6               |
| Поразка   | 5.   | 12 листопада 2007 | Маніла, Філіппіни          | Тверде   | Септі Менде     | Чень Ї Као Шао-юань                      | 3–6, 5–7               |
| Перемога  | 7.   | 5 травня 2008     | Таракан (місто), Індонезія | Тверде   | Ліза Андріяні   | Тіффані Велфорд Yang Zi-Jun              | 6–2, 6–3               |
| Перемога  | 8.   | 17 листопада 2008 | Маніла, Філіппіни          | Тверде   | Джессі Ромп'єс  | Жуань Дінфей Ї Чжун                      | 7–6(7–2), 6–3          |
| Перемога  | 9.   | 11 травня 2009    | Tanjung Selor, Індонезія   | Тверде   | Лавінія Тананта | Беатріс Гумуля Джессі Ромп'єс            | 6–1, 6–1               |
| Поразка   | 6.   | 15 червня 2009    | Паттая, Таїланд            | Тверде   | Лавінія Тананта | Хванг І-Хсюань Жуань Дінфей              | 4–6, 2–6               |
| Перемога  | 10.  | 3 травня 2010     | Таракан, Індонезія         | Тверде   | Лавінія Тананта | Лю Ваньтін Танака Марі                   | 6–4, 7–5               |
| Поразка   | 7.   | 12 липня 2010     | Hat Yai, Таїланд           | Тверде   | Лавінія Тананта | Рушмі Чакравартхі Пуджашрі Венкатеша     | 2–6, 6–7(10–12)        |
| Перемога  | 11.  | 2 серпня 2010     | Балікпапан, Індонезія      | Тверде   | Лавінія Тананта | Чжань Хаоцін Као Шао-юань                | 6–4, 7–5               |
| Перемога  | 12.  | 27 вересня 2010   | Джакарта, Індонезія        | Тверде   | Джессі Ромп'єс  | Пеангтарн Пліпич Лаїлі Рахмаваті Улфа    | 6–0, 6–0               |
| Поразка   | 8.   | 11 жовтня 2010    | Маунт-Гамбір, Австралія    | Тверде   | Джессі Ромп'єс  | Елісон Бай Ана Клара Дуарте              | w/o                    |
| Поразка   | 9.   | 2 травня 2011     | Бангкок, Таїланд           | Тверде   | Лавінія Тананта | Джессі Ромп'єс Ґрейс Сарі Айсідора       | 6–3, 4–6, [5–10]       |
| Поразка   | 10.  | 9 травня 2011     | Бангкок, Таїланд           | Тверде   | Лавінія Тананта | Лі Тін Чжао Їцзін                        | 7–6(2–7), 4–6, [11–13] |
| Поразка   | 11.  | 28 травня 2011    | Бангкок, Таїланд           | Тверде   | Лавінія Тананта | Лі Тін Варатчая Вонгтінчай               | 1–6, 4–6               |
| Поразка   | 12.  | 3 червня 2011     | Бангкок, Таїланд           | Тверде   | Лавінія Тананта | Лі Тін Варатчая Вонгтінчай               | 7–5, 6–7(5–7), [5–10]  |
| Перемога  | 13.  | 11 червня 2011    | Джакарта, Індонезія        | Тверде   | Лавінія Тананта | Белла Дестріана Синтія Меліта            | 7–5, 6–4               |
| Перемога  | 14.  | 16 вересня 2011   | Кернс, Австралія           | Тверде   | Джессі Ромп'єс  | Марія Фернанда Алвеш Саманта Мюррі       | 6–3, 6–3               |
| Поразка   | 13.  | 8 жовтня 2011     | Палембанг, Індонезія       | Тверде   | Джессі Ромп'єс  | Тамарін Гендлер Шанель Сіммондс          | 4–6, 2–6               |
| Перемога  | 15.  | 7 вересня 2012    | Рокгемптон, Австралія      | Тверде   | Лавінія Тананта | Ніча Летпітаксінчай Пеангтарн Пліпич     | 5–7, 7–6(7–2), [10–8]  |
| Перемога  | 16.  | 15 вересня 2012   | Salisbury, Австралія       | Тверде   | Лавінія Тананта | Елісон Бай Саллі Пірс                    | 7–6(7–5), 6–0          |
| Перемога  | 17.  | 9 грудня 2012     | Джакарта, Індонезія        | Тверде   | Лавінія Тананта | Лу Цзясян Лу Цзяцзін                     | 6–3, 6–7(9–11), [10–6] |
| Перемога  | 18.  | 28 червня 2013    | Бангкок, Таїланд           | Тверде   | Лавінія Тананта | Сіхо Акіта Акарі Іноуе                   | 1–6, 6–4, [10–6]       |
| Перемога  | 19.  | 13 липня 2013     | Соло, Індонезія            | Тверде   | Лавінія Тананта | Беатріс Гумуля Джессі Ромп'єс            | 4–6, 6–1, [10–5]       |
| Поразка   | 14.  | 2 вересня 2013    | Yeongwol, Південна Корея   | Тверде   | Лавінія Тананта | Hong Seung-yeon Lee Hye-min              | 7–5, 2–6, [5–10]       |

1. ↑  Player Profile // WTA website